# Aidos Sultangali
Aidos Sultangali (in kazako Айдос Сұлтанғалиұлы Сұлтанғали?; Qyzylorda, 7 febbraio 1996) è un lottatore kazako, specializzato nella lotta greco-romana. Campione continentale ai campionati asiatici di Almaty 2021 nel torneo dei 60 chilogrammi. Ha rappresentato il Kazakistan ai Giochi olimpici estivi di Parigi 2024, dove è stato eliminato agli ottavi del torneo dei -60 kg dal kirghiso Zholaman Sharshenbekov.

## Palmarès
| Anno | Manifestazione                            | Sede        | Evento | Risultato | Note |
| ---- | ----------------------------------------- | ----------- | ------ | --------- | ---- |
| 2012 | Campionati asiatici cadetti               | Biškek      | 46 kg  | Argento   |      |
| 2013 | Campionati asiatici cadetti               | Ulan Bator  | 50 kg  | Oro       |      |
| 2013 | Mondiali cadetti                          | Zrenjanin   | 50 kg  | 5º        |      |
| 2016 | Campionati asiatici junior                | Manila      | 60 kg  | Oro       |      |
| 2016 | Mondiali junior                           | Mâcon       | 60 kg  | 8º        |      |
| 2017 | Giochi asiatici indoor e di arti marziali | Aşgabat     | 59 kg  | Bronzo    |      |
| 2017 | Mondiali U23                              | Bydgoszcz   | 59 kg  | Bronzo    |      |
| 2018 | Campionati asiatici                       | Biškek      | 60 kg  | 8º        |      |
| 2018 | Mondiali                                  | Budapest    | 60 kg  | Bronzo    |      |
| 2019 | Giochi mondiali militari                  | Wuhan       | 60 kg  | Bronzo    |      |
| 2020 | Campionati asiatici                       | Nuova Delhi | 60 kg  | 5º        |      |
| 2021 | Campionati asiatici                       | Almaty      | 60 kg  | Oro       |      |
| 2021 | Mondiali                                  | Oslo        | 60 kg  | 17º       |      |
| 2022 | Mondiali                                  | Belgrado    | 60 kg  | Bronzo    |      |
| 2023 | Giochi asiatici                           | Hangzhou    | 60 kg  | 5º        |      |
| 2024 | Giochi olimpici                           | Parigi      | 60 kg  | 14º       |      |

## Altre competizioni internazionali
2021
- Oro nei 63 kg nel Torneo Matteo Pellicone ( Roma)